# Roms biskop
Roms biskop (eller biskop af Rom) er pavens gejstlige titel, og det er i denne egenskab han ifølge katolicismen er overhoved for kristendommen. Den første biskop af Rom var apostlen Peter, og paven regnes som hans efterfølger. Titlen Roms biskop bruges ofte om paven af dem, som afviser pavens autoritet over alle kristne.
I de orientalske ortodokse kirker og de østlige ortodokse kirker har Roms biskop titlen primus inter pares (først blandt ligemænd) blandt kirkens ledere, og højeste patriark af den vestlige kirke. Opfattelsen af at Roms biskop har forrang ses i praksis også i Den anglikanske kirke og et mindre antal andre protestantiske kirker, men ingen protestanter anerkender paven som overhoved eller patriark af den vestlige kirke.